# Notaulites albicornis
Notaulites albicornis är en stekelart som först beskrevs av André Seyrig 1932.  Notaulites albicornis ingår i släktet Notaulites, och familjen brokparasitsteklar. Inga underarter finns listade.